# Rijksbeschermd gezicht Spaarndam
Gezicht Spaarndam is een van rijkswege beschermd dorpsgezicht in Spaarndam in de Nederlandse provincie Noord-Holland. De procedure voor aanwijzing werd gestart op 28 oktober 1969. Het gebied werd op 20 januari 1971 definitief aangewezen. Het beschermd gezicht beslaat een oppervlakte van 10,4 hectare en ligt binnen de gemeenten Haarlem en Haarlemmermeer.
Panden die binnen een beschermd gezicht vallen krijgen niet automatisch de status van beschermd monument. Wel zal de gemeente het bestemmingsplan aanpassen om nieuwe ontwikkelingen in het gebied te reguleren. De gezichtsbescherming richt zich op de stedenbouwkundige en cultuurhistorische waardering van een gebied en wil het toekomstig functioneren daarvan veiligstellen.